# Sveučilište u Chicagu
Sveučilište u Chicagu (engl. University of Chicago) privatno je sveučilište smješteno u Hyde Parku, u Chicagu. Utemeljio ga je naftni magnat John D. Rockefeller 1891., a Sveučilište kao nadenvak osnivanja obično navodi 1. lipnja 1891., kada je William Rainey Harper imenovan rektorom. Sveučilište je s nastavom započelo 1. listopada 1892. Jedno je od prvih sveučilišta u SAD-u zamišljenih kao spoj američkog koledža slobodnih umjetnosti i njemačkoga istraživačkoga sveučilišta. Poznato je po svojim rigoroznim standardima akademskih stipendija te je u šali stekalo reputaciju škole „gdje zabava odlazi umrijeti”.
Sveučilište je povezano s osamdeset i dvoje dobitnika Nobelove nagrade te se smatra jednim od najprestižnijih na svijetu. Kroz povijest je bilo poznato po svojem sažetom uputniku za mlade studente Roberta Hutchinsa, kao i po utjecajnim intelektualnim pokretima kao što su Čikaška škola ekonomije, Čikaška škola sociologije i pokret Ekonomske analize prava. Poznato je i kao ustanova u kojoj je provedena prva umjetno izazvana nuklearna reakcija. Također, sjedište je Odbora za društvenu misao, interdisciplinarnoga istraživačkoga programa te najvećega sveučilišnoga lista u SAD-u.

## Povezano
- Akreditacija institucija za visoko obrazovanje u SAD-u

## Vanjske poveznice
- Službena stranica